# Vasilij Ivanovič Altovski
Vasilij Ivanovič Altovski (rusko Василий Иванович Альтовский), sovjetski general, * 1897, † 1977.